# Galleria Sciarra

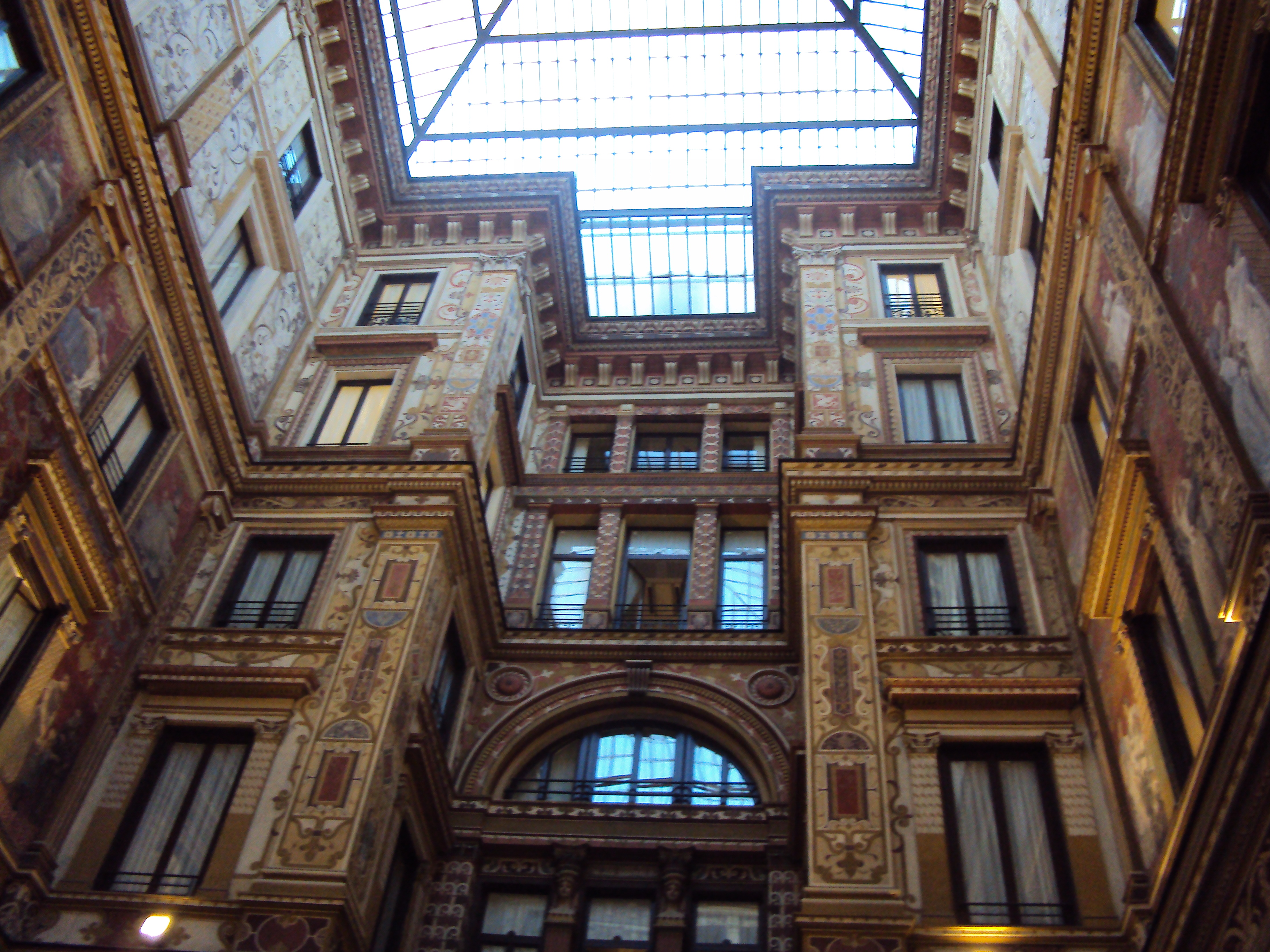
Galleria Sciarras interiör

Galleria Sciarra är en galleria i centrala Rom. Den är belägen mellan Via Marco Minghetti, Vicolo Sciarra och Piazza dell'Oratorio i stadsdelen Trevi. Gallerians interiör målades av Giuseppe Cellini mellan 1885 och 1888 i jugendstil. Gallerian har ett glastak.

## Källa
- Rome. Michelin Tourist Guide. ISBN 2-06-015591-6 sidan 158